# NGC 6258
NGC 6258 é uma galáxia elíptica (E) localizada na direcção da constelação de Draco. Possui uma declinação de +60° 30' 52" e uma ascensão recta de 16 horas, 52 minutos e 29,7 segundos.
A galáxia NGC 6258 foi descoberta em 28 de Junho de 1886 por Lewis A. Swift.